# Борко Ігор Миколайович

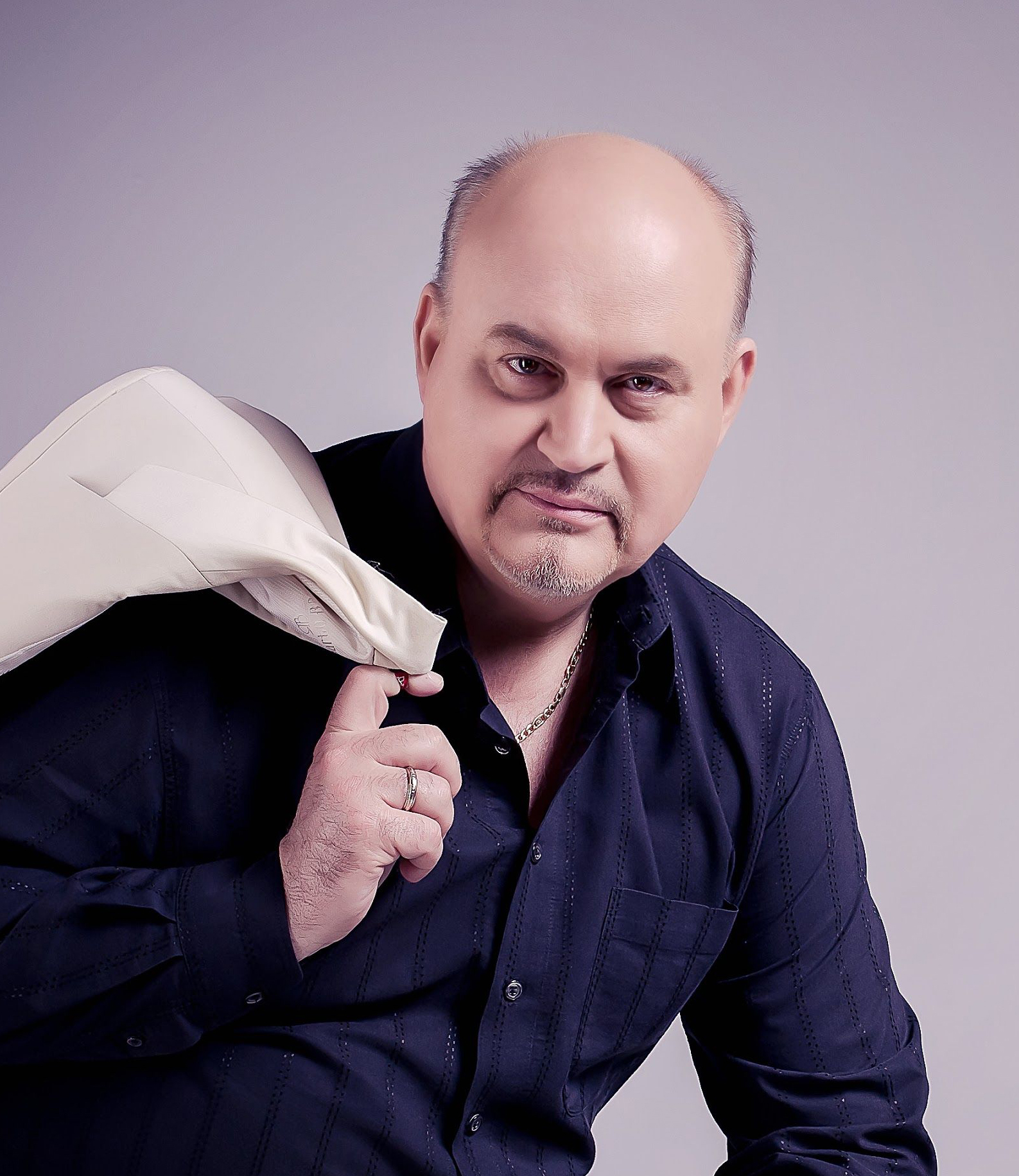
Борко Ігор Миколайович

І́гор Микола́йович Борко́ (нар.11 червня 1961)  — український оперний співак (ліричний тенор), народний артист України, лауреат міжнародних конкурсів, соліст Національної опери. Професор кафедри оперного співу Національної музичної академії.

## Біографія
Вищу освіту здобув у Київському педагогічному інституті ім. О. М. Горького (музичний факультет 1982), згодом закінчив Державну консерваторію ім. П. Чайковського (клас Народного артиста СРСР та України Костянтина Огневого у 1998). Брав участь у майстер-класах Ренати Фальтин (Берлінська вища музична школа) та Фіорелли Крамен-Форті (солістка театру Ла Скала).
Співак є лауреатом численних міжнародних конкурсів: 2 премія та спеціальний приз Чеського радіо у конкурсі ім. Е. Дестінової (Чехія — 1996), Спеціальний диплом конкурсу ім. Ф. Віньяса (Іспанія — 1997), спеціальний приз серед тенорів на конкурсі оперних співаків у місті Марманд (Франція, Нова Аквітанія — 1997), 2 премія та концерт в Карнеґі-Холі (США) на престижному конкурсі ім. В. Белліні в місті Рагуза (Італія — 1999) Гран-прі Міжнародного турніру тенорів у місті Щецін (Польща — 2003)
Лауреат мистецької премії імені О.Білаша (2017 р.)
Оперну кар'єру розпочав у Одеському академічному театрі опери та балету. З 2001 р. Ігор Борко — провідний соліст Національної опери України імені Т. Г. Шевченка.
Співав на сценах: Бостонської опери (США), «Гранд-опери Вічита» (США), Балтімор опери (США), «Палм-Біч Опера» (США), «Серітос Центру» (Лос Анджелес, США), «Концерт-гебау» (Нідерланди), театру «Каре» (Амстердам), театру «Люксор» (Роттердам), Національної опери Японії (Токіо), «Штатц опери Прага» (Чехія), Національної опери Румунії (Бхарест), «Опери-Констанца» (Румунія), «Опери Клуж» (Румунія), театру «El Jardi» (Іспанія), театру «Сервантес» (Малага, Іспанія), Палацу Конгресів de Huesca (Іспанія), Opera ba Zamku (Щецін, Польща), «Нейплс Філармонік» (США), Санкт Петербурзької державної філармонії ім. Д. Шостаковича, театрів Росії, Молдови, Азербайджану, Казахстану, України.
В репертуарі Ігоря Борко партії: Неморіно («Любовний напій», Г. Доніцетті); Едгара («Лючія ді Ламмермур» Г. Доніцетгі); Герцога («Ріголетто» Дж. Верді); Альфреда («Травіата» Дж. Верді); Фауста («Фауст» Ш. Гуно); Рудольфа («Богема» Дж. Пуччіні); італійського співака («Кавалер троянд», Р. Штрауса); Пінкертона (« Мадам Баттерфляй» Дж. Пуччіні); Надіра («Шукачі перлин» Ж. Бізе); Ленського («Євгеній Онегін» П. Чайковського); Володимира Ігоровича (« Князь Ігор» О. Бородіна); Берендея ("Снігуронька М. Римського- Корсакова), «Реквієм» Дж. Верді, «Реквієм» В. А. Моцарта, «Te Deum» Г. Берліоза, «9 симфонія» та «Meca Solemnis» Л. Ван Бетховена, «Stabat Mater» А. Дворжака, «Mecca» («Коронація Наполеона» Дж. Пазієлло), «Дзвони» С. Рахманінова та інші.
Брав участь у відомих Міжнародних музичних фестивалях та державних заходах, виступав перед делегатами Парламенської асамблеї Ради Європи, де разом з офіційною делегацією представляв Україну  (1995, у Страсбурзі), дні культури України в Росії, Китаї.
Ігор Борко мав виступи у США, Канаді, Нідерландах, Іспанії, Бельгії, Німеччині, Франції, Данії, Італії, Японії, Китаї, Австрії, Угорщині, Румунії, Польщі, Росії, Азербайджані, Казахстані.

## Державні нагороди
- Народний артист України (21 січня 2012)[2]
- Орден святого Рівноапостольного Князя Володимира Української православної церкви (ІІ ступеня- 24 травня 2006р)
- Особиста нагорода Патріарха — Благословенна Грамота та Патріарший хрест — (29 травня 2016 р.)
- Почесна грамота Кабінету Міністрів України(26 жовтня 2016 р.)
- Орден Архистратига Михаїла Православної Церкви України д (1 червня 2021 р.)